# Vincent Rabiega
Vincent Rabiega (* 14. Juni 1995 in Berlin) ist ein ehemaliger polnischer Fußballspieler. Er stand bis Sommer 2021 bei TeBe Berlin unter Vertrag und musste aus Verletzungsgründen bereits mit 25 Jahren seine aktive Karriere beenden.

## Werdegang

### Privates
Vincent Rabiega ist der Sohn des Schachgroßmeisters Robert Rabiega.

### Vereine
Rabiega begann in der Jugend des BFC Preussen, bevor er 2010 in das Nachwuchsleistungszentrum von Hertha BSC wechselte. Nachdem er dort bis zur U19 gespielt hatte, wechselte er 2013 in die Jugend von RB Leipzig. 2014 gab er sein Debüt in der zweiten Mannschaft in der Fußball-Oberliga Nordost. Mit der Mannschaft stieg er am Ende der Saison 2014/15 in die Regionalliga auf. Nach nur einem Jahr in der Fußball-Regionalliga Nordost wurde die zweite Mannschaft von RB Leipzig aufgelöst. Daraufhin wechselte Rabiega nach England zu Bradford City, wo er einen Einjahresvertrag erhielt. Dabei stand er nur in einem Zweitligaspiel am 27. August 2016 für 13 Minuten auf dem Spielfeld gegen die Mannschaft von Oldham Athletic. Das Spiel endete 1:1. Drei weitere Male stand er in der Saison 2016/17 noch im Zweitligakader. Zudem bestritt er drei Spiele für Bradford um die EFL Trophy. Bereits in der Winterpause 2017 kam er zurück nach Deutschland und erhielt einen Vertrag beim Regionalligisten BFC Dynamo. Im Sommer 2018 verletzte er sich kurze Zeit nach seiner Vertragsverlängerung in einem Testspiel schwer. In der Saison 2018/19 kam er in der Folge nur zu 2 Einsätzen, obwohl er seit Dezember 2018 offiziell seinen Kreuzbandriss überwunden hatte und zurück im Training war.
Im Sommer 2019 unterzeichnete er bei Tennis Borussia Berlin, wo er in der Hinrunde der Oberliga in 16 Einsätzen 12 Tore erzielte. Weitere Spiele kamen wegen langwierigen Knieproblemen nicht hinzu.

### Nationalmannschaft
Rabiega bestritt 2011 drei Spiele für die Polnische U-16-Nationalmannschaft. Es folgten ab 20. September 2011 insgesamt 12 Spiele für die Polnische U-17-Nationalmannschaft. Dabei gelangen ihm insgesamt drei Tore. Am 2. und 4. Oktober 2012 stand er zweimal im Kader für die U18 gegen Slowenien, bevor er 2014 drei Spiele für die U-19-Nationalmannschaft bestritt. 2015 gehörte er dreimal zum Kader der U-20-Nationalmannschaft, davon zwei in der U20 Elite League.